# Partecipanti al Giro di Svizzera 2022
Elenco dei partecipanti al Giro di Svizzera 2022.
Il Giro di Svizzera 2022 è stata la ottantacinquesima edizione della corsa. Alla competizione presero parte 22 squadre: le 18 con licenza UCI World Tour 2022, 3 UCI ProTeam e 1 selezione nazionale.
Accreditati alla partenza 153 ciclisti.

## Corridori per squadra
Nota: R ritirato, NP non partito, FT fuori tempo, SQ squalificato
| Ineos Grenadiers            | Ineos Grenadiers            | Ineos Grenadiers            | AG2R Citroën Team                  | AG2R Citroën Team                  | AG2R Citroën Team                  | Astana Qazaqstan Team | Astana Qazaqstan Team | Astana Qazaqstan Team |
| --------------------------- | --------------------------- | --------------------------- | ---------------------------------- | ---------------------------------- | ---------------------------------- | --------------------- | --------------------- | --------------------- |
| N°                          | Ciclista                    | Clas.                       | N°                                 | Ciclista                           | Clas.                              | N°                    | Ciclista              | Clas.                 |
| 1                           | Adam Yates                  | NP5ª                        | 11                                 | Benoît Cosnefroy                   | 62°                                | 21                    | Aleksej Lucenko       | 19°                   |
| 2                           | Daniel Martínez             | 8°                          | 12                                 | C. Champoussin                     | 26°                                | 22                    | Manuele Boaro         | R 6ª                  |
| 3                           | Thomas Pidcock              | NP6ª                        | 13                                 | Clément Berthet                    | 22°                                | 23                    | Evgenij Fëdorov       | NP5ª                  |
| 4                           | Luke Rowe                   | R 7ª                        | 14                                 | Nicolas Prodhomme                  | 36°                                | 24                    | Dmitrij Gruzdev       | 50°                   |
| 5                           | Omar Fraile                 | NP8ª                        | 15                                 | Bob Jungels                        | 6°                                 | 25                    | Antonio Nibali        | 60°                   |
| 6                           | Dylan van Baarle            | 55°                         | 16                                 | Michael Schär                      | 33°                                | 26                    | Leonardo Basso        | R 2ª                  |
| 7                           | Geraint Thomas              | 1°                          | 17                                 | Lawrence Warbasse                  | NP8ª                               | 27                    | Gianni Moscon         | 59°                   |
| Bahrain Victorious          | Bahrain Victorious          | Bahrain Victorious          | Team BikeExchange-Jayco            | Team BikeExchange-Jayco            | Team BikeExchange-Jayco            | Bora-Hansgrohe        | Bora-Hansgrohe        | Bora-Hansgrohe        |
| N°                          | Ciclista                    | Clas.                       | N°                                 | Ciclista                           | Clas.                              | N°                    | Ciclista              | Clas.                 |
| 31                          | Gino Mäder                  | NP5ª                        | 41                                 | Michael Matthews                   | 21°                                | 51                    | Aleksandr Vlasov      | NP6ª                  |
| 32                          | Johan Price-Pejtersen       | NP6ª                        | 43                                 | Damien Howson                      | R 5ª                               | 52                    | Marco Haller          | NP7ª                  |
| 33                          | Yukiya Arashiro             | NP6ª                        | 44                                 | Jan Maas                           | NP4ª                               | 53                    | Sergio Higuita        | 2°                    |
| 34                          | Hermann Pernsteiner         | NP5ª                        | 45                                 | Jack Bauer                         | 52°                                | 54                    | Anton Palzer          | NP6ª                  |
| 35                          | Edoardo Zambanini           | NP6ª                        | 46                                 | Cameron Meyer                      | R 5ª                               | 55                    | Max Schachmann        | 10°                   |
| 36                          | Stephen Williams            | NP6ª                        | 47                                 | Dion Smith                         | 38°                                | 56                    | Felix Großschartner   | 7°                    |
| 37                          | Filip Maciejuk              | NP6ª                        |                                    |                                    |                                    | 57                    | Frederik Wandahl      | NP4ª                  |
| Cofidis                     | Cofidis                     | Cofidis                     | Team DSM                           | Team DSM                           | Team DSM                           | EF Education-EasyPost | EF Education-EasyPost | EF Education-EasyPost |
| N°                          | Ciclista                    | Clas.                       | N°                                 | Ciclista                           | Clas.                              | N°                    | Ciclista              | Clas.                 |
| 61                          | Ion Izagirre                | 34°                         | 71                                 | Søren Kragh Andersen               | NP5ª                               | 81                    | Rigoberto Urán        | NP6ª                  |
| 62                          | Sander Armée                | NP7ª                        | 72                                 | Thymen Arensman                    | R 4ª                               | 82                    | Stefan Bissegger      | NP6ª                  |
| 63                          | Bryan Coquard               | 53°                         | 73                                 | Nikias Arndt                       | 29°                                | 83                    | Alberto Bettiol       | NP6ª                  |
| 64                          | José Herrada                | 23°                         | 74                                 | Andreas Leknessund                 | 13°                                | 84                    | Hugh Carthy           | NP6ª                  |
| 65                          | Tom Bohli                   | 74°                         | 75                                 | Cees Bol                           | NP6ª                               | 85                    | Neilson Powless       | 4°                    |
| 66                          | Rémy Rochas                 | 27°                         | 76                                 | Nico Denz                          | 47°                                | 86                    | Jonas Rutsch          | 39°                   |
| 67                          | Davide Villella             | R 3ª                        | 77                                 | Casper Pedersen                    | NP5ª                               | 87                    | Tom Scully            | R 5ª                  |
| Groupama-FDJ                | Groupama-FDJ                | Groupama-FDJ                | Intermarché-Wanty-Gobert Matériaux | Intermarché-Wanty-Gobert Matériaux | Intermarché-Wanty-Gobert Matériaux | Israel-Premier Tech   | Israel-Premier Tech   | Israel-Premier Tech   |
| N°                          | Ciclista                    | Clas.                       | N°                                 | Ciclista                           | Clas.                              | N°                    | Ciclista              | Clas.                 |
| 91                          | Thibaut Pinot               | 14°                         | 101                                | Alexander Kristoff                 | 71°                                | 111                   | Jakob Fuglsang        | 3°                    |
| 92                          | Antoine Duchesne            | 43°                         | 102                                | Andrea Pasqualon                   | 31°                                | 112                   | Patrick Bevin         | 51°                   |
| 93                          | Stefan Küng                 | 5°                          | 103                                | Simone Petilli                     | NP6ª                               | 113                   | Reto Hollenstein      | NP6ª                  |
| 94                          | Quentin Pacher              | NP7ª                        | 104                                | Adrien Petit                       | 75°                                | 114                   | Hugo Houle            | 15°                   |
| 95                          | Matteo Badilatti            | 41°                         | 105                                | Baptiste Planckaert                | 66°                                | 115                   | Daryl Impey           | NP8ª                  |
| 96                          | Seb Reichenbach             | 12°                         | 106                                | Domenico Pozzovivo                 | 9°                                 | 116                   | Krists Neilands       | 37°                   |
| 97                          | Lewis Askey                 | 72°                         | 107                                | Georg Zimmermann                   | R 6ª                               | 117                   | Sebastian Berwick     | NP6ª                  |
| Jumbo-Visma                 | Jumbo-Visma                 | Jumbo-Visma                 | Lotto Soudal                       | Lotto Soudal                       | Lotto Soudal                       | Movistar Team         | Movistar Team         | Movistar Team         |
| N°                          | Ciclista                    | Clas.                       | N°                                 | Ciclista                           | Clas.                              | N°                    | Ciclista              | Clas.                 |
| 121                         | Rohan Dennis                | NP5ª                        | 131                                | Thomas De Gendt                    | R 7ª                               | 141                   | Alex Aranburu         | NP6ª                  |
| 122                         | Robert Gesink               | NP5ª                        | 132                                | Kamil Małecki                      | R 3ª                               | 142                   | Johan Jacobs          | 65°                   |
| 123                         | Pascal Eenkhoorn            | NP5ª                        | 133                                | Philippe Gilbert                   | 42°                                | 143                   | Antonio Pedrero       | 18°                   |
| 124                         | Sepp Kuss                   | NP5ª                        | 134                                | Matthew Holmes                     | 40°                                | 144                   | Nelson Oliveira       | 25°                   |
| 125                         | Sam Oomen                   | NP5ª                        | 135                                | Andreas Kron                       | 16°                                | 145                   | Óscar Rodríguez       | 28°                   |
| 126                         | Timo Roosen                 | NP5ª                        | 136                                | Sylvain Moniquet                   | 30°                                | 146                   | Gonzalo Serrano       | R 6ª                  |
| 127                         | Mike Teunissen              | NP5ª                        | 137                                | Brent Van Moer                     | 48°                                | 147                   | Albert Torres         | 61°                   |
| Quick-Step Alpha Vinyl Team | Quick-Step Alpha Vinyl Team | Quick-Step Alpha Vinyl Team | Trek-Segafredo                     | Trek-Segafredo                     | Trek-Segafredo                     | UAE Team Emirates     | UAE Team Emirates     | UAE Team Emirates     |
| N°                          | Ciclista                    | Clas.                       | N°                                 | Ciclista                           | Clas.                              | N°                    | Ciclista              | Clas.                 |
| 151                         | Remco Evenepoel             | 11°                         | 161                                | Gianluca Brambilla                 | NP6ª                               | 171                   | Marc Hirschi          | NP6ª                  |
| 152                         | Tim Declercq                | 56°                         | 162                                | Dario Cataldo                      | R 2ª                               | 172                   | Alessandro Covi       | NP6ª                  |
| 153                         | Kasper Asgreen              | NP4ª                        | 163                                | Markus Hoelgaard                   | 58°                                | 173                   | Diego Ulissi          | NP6ª                  |
| 154                         | Fausto Masnada              | 20°                         | 164                                | Alexander Kamp                     | 63°                                | 174                   | Rui Costa             | NP6ª                  |
| 155                         | Ilan Van Wilder             | R 8ª                        | 165                                | Simon Pellaud                      | 45°                                | 175                   | Marc Soler            | NP6ª                  |
| 156                         | James Knox                  | 73°                         | 166                                | Quinn Simmons                      | 44°                                | 176                   | Joël Suter            | NP6ª                  |
| 157                         | Louis Vervaeke              | NP6ª                        | 167                                | Otto Vergaerde                     | NP5ª                               | 177                   | Matteo Trentin        | NP6ª                  |
| Alpecin-Fenix               | Alpecin-Fenix               | Alpecin-Fenix               | Human Powered Health               | Human Powered Health               | Human Powered Health               | TotalEnergies         | TotalEnergies         | TotalEnergies         |
| N°                          | Ciclista                    | Clas.                       | N°                                 | Ciclista                           | Clas.                              | N°                    | Ciclista              | Clas.                 |
| 181                         | Silvan Dillier              | NP6ª                        | 191                                | Kristian Aasvold                   | 54°                                | 201                   | Maciej Bodnar         | R 6ª                  |
| 182                         | Sjoerd Bax                  | NP6ª                        | 192                                | Chad Haga                          | 68°                                | 202                   | Mathieu Burgaudeau    | 17°                   |
| 183                         | Michael Gogl                | NP5ª                        | 193                                | Ben King                           | NP1ª                               | 203                   | Lorrenzo Manzin       | 76°                   |
| 184                         | Jimmy Janssens              | NP6ª                        | 194                                | Gavin Mannion                      | 32°                                | 204                   | Daniel Oss            | 69°                   |
| 185                         | Xandro Meurisse             | NP6ª                        | 195                                | Kyle Murphy                        | R 6ª                               | 205                   | Paul Ourselin         | 46°                   |
| 186                         | Stefano Oldani              | NP6ª                        | 196                                | Joey Rosskopf                      | R 5ª                               | 206                   | Peter Sagan           | NP8ª                  |
| 187                         | Jay Vine                    | NP4ª                        | 197                                | Keegan Swirbul                     | 49°                                | 207                   | Anthony Turgis        | 67°                   |
| Selezione svizzera          |                             |                             |                                    |                                    |                                    |                       |                       |                       |
| N°                          | Ciclista                    | Clas.                       |                                    |                                    |                                    |                       |                       |                       |
| 211                         | Robin Froidevaux            | 70°                         |                                    |                                    |                                    |                       |                       |                       |
| 212                         | Claudio Imhof               | R 6ª                        |                                    |                                    |                                    |                       |                       |                       |
| 213                         | Matthias Reutimann          | 64°                         |                                    |                                    |                                    |                       |                       |                       |
| 214                         | Lukas Rüegg                 | R 7ª                        |                                    |                                    |                                    |                       |                       |                       |
| 215                         | Roland Thalmann             | 24°                         |                                    |                                    |                                    |                       |                       |                       |
| 216                         | Simon Vitzthum              | 57°                         |                                    |                                    |                                    |                       |                       |                       |
| 217                         | Yannis Voisard              | 35°                         |                                    |                                    |                                    |                       |                       |                       |